# Eokrefftia
Eokrefftia es un género extinto de peces que vivió durante la época del Paleoceno. Esta especie pertenece al orden Myctophiformes.
Fue descrita científicamente por Schwarzhans en 1985.